# US 13
US 13 (U.S. Route 13) — скоростная автомагистраль, проходящая по восточному побережью США по территории Северной Каролины, Виргинии, Мэриленда, Делавэру и Пенсильвании. Протяжённость магистрали составляет 833,33 километров.

## Протяженность магистрали
| Штат              | Протяженность км (миль) |
| ----------------- | ----------------------- |
| Северная Каролина | 298,57 (185,52)         |
| Виргиния          | 221,20 (137,45)         |
| Мэриленд          | 67,60 (42,01)           |
| Делавэр           | 166,29 (103,33)         |
| Пенсильвания      | 79,66 (49,50)           |
| Всего             | 833,33 (517,81)         |

## Крупные города
- Голдсборо (Северная Каролина)
- Гринвилл (Северная Каролина)
- Норфолк (Виргиния)
- Вирджиния-Бич (Виргиния)
- Солсбери (Мэриленд)
- Сифорд (Делавэр)
- Довер (Делавэр)
- Уилмингтон (Делавэр)
- Филадельфия (Пенсильвания)